# Leuconitocris tibialis
Leuconitocris tibialis é uma espécie de escaravelho da família Cerambycidae.  Foi descrito por Kolbe em 1893, originalmente sobe o género Nitocris.  Contém a variedade Leuconitocris tibialis var. holoflava.